# Briareum hamrum
Briareum hamrum is een zachte koraalsoort uit de familie Briareidae. De koraalsoort komt uit het geslacht Briareum. Briareum hamrum werd in 1948 voor het eerst wetenschappelijk beschreven door Gohar. 